# Ostfriesische Landschaft

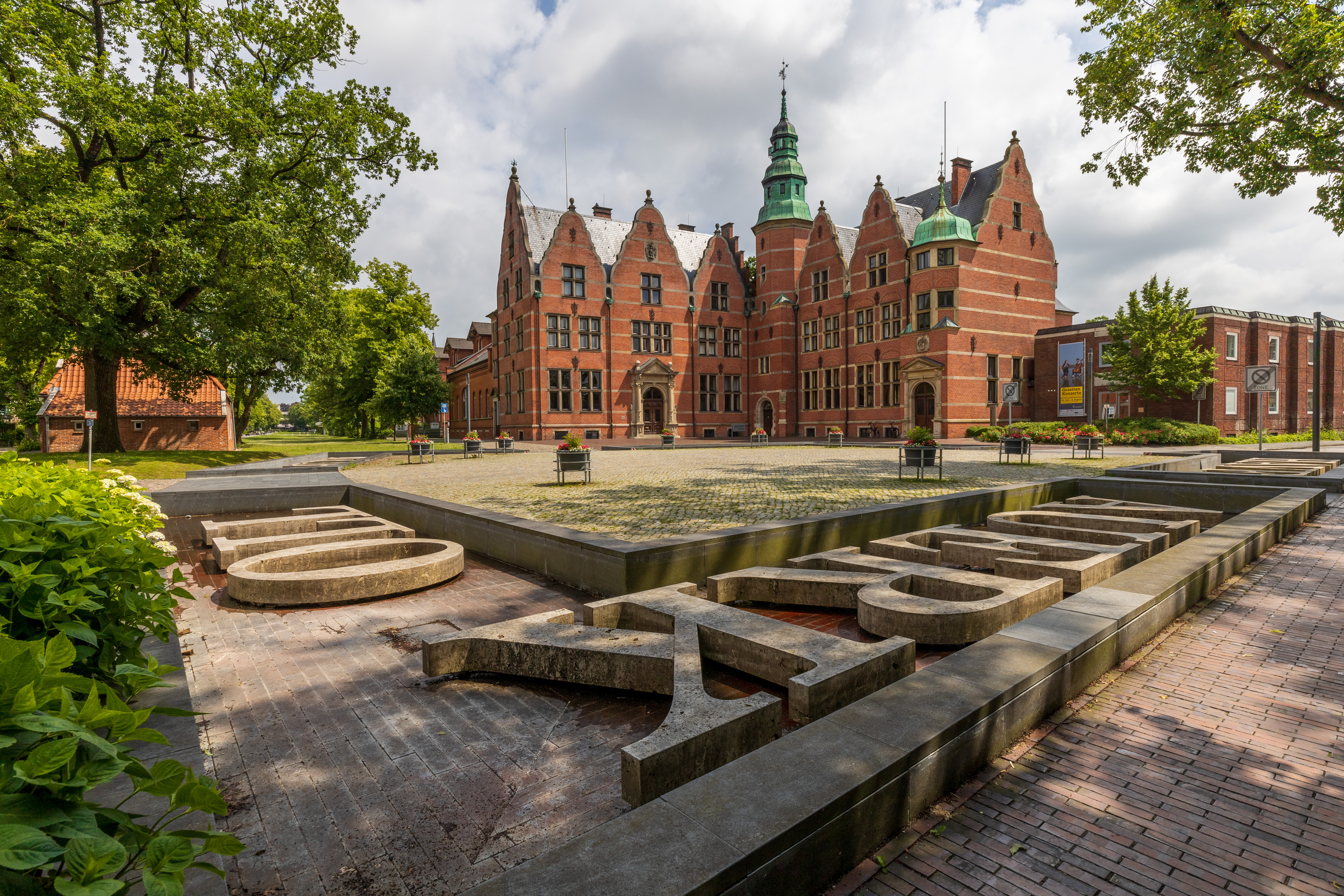
Das Landschaftshaus – Sitz der Ostfriesischen Landschaft in Aurich

Die Ostfriesische Landschaft ist ein Höherer Kommunalverband in Niedersachsen mit Sitz in Aurich. Er umfasst die drei ostfriesischen Landkreise Aurich, Leer und Wittmund und die ebenfalls ostfriesische Stadt Emden. Sie ist eine Körperschaft des öffentlichen Rechts und hat ihren Sitz im Landschaftshaus in Aurich.
Seit 1678 hat sie ein von Kaiser Leopold I. in einem im Alten Reich einmaligen Vorgang verliehenes Wappen, das sie, wie auch die Flagge Ostfrieslands, bis heute verwendet.
Die Ostfriesische Landschaft ist Nachfolgerin der Ostfriesischen Landstände. Bis ins 19. Jahrhundert war sie mit weitreichenden politischen Rechten ausgestattet. Danach hat sich die Ostfriesische Landschaft vom ständischen Landtag zum regionalen Kulturparlament entwickelt. Sie erfüllt Aufgaben insbesondere auf den Gebieten der Kultur, Wissenschaft und Bildung in und für Ostfriesland.
Sie zählt zu den sieben historischen Landschaften im Land Niedersachsen (siehe Landschaften und Landschaftsverbände in Niedersachsen) und ist als einzige zugleich ein Höherer Kommunalverband.

## Zuständigkeitsbereich

Lage inmitten der modernen Landschaften und Landschaftsverbände Niedersachsens

Ostfriesland umfasst nach Definition der Landschaft die kreisfreie Stadt Emden sowie die Landkreise Aurich, Leer und Wittmund. Diese Pflichtmitglieder bilden – von kleineren Grenzkorrekturen abgesehen – das Gebiet der ehemaligen Grafschaft Ostfriesland, das ab 1744 als Fürstentum Ostfriesland innerhalb des Königreichs Preußen, dann als Landdrostei Aurich innerhalb Hannovers, als Regierungsbezirk Aurich wiederum innerhalb Preußens und später Niedersachsens bis 1978 fortbestand. Unter all diesen wechselnden Herrschaften blieb die Ostfriesische Landschaft bestehen.

## Mitglieder
Ostfriesland umfasst nach der Verfassung der Ostfriesischen Landschaft die kommunalen Gebietskörperschaften Landkreise Aurich, Leer und Wittmund sowie die Stadt Emden. Sie ist Nachfolgerin der ostfriesischen Landstände, also der Ostfriesische Ritterschaft, den Bauern sowie den Vertretern der Städte. Diese Landstände waren eine Art Parlament und vertraten die politischen Interessen ihrer Mitglieder gegenüber den Grafen (später Fürsten) Ostfrieslands. Heute vertritt die Landschaft im Rahmen ihrer Ziele und Aufgaben als demokratisch verfasste Körperschaft die in Ostfriesland lebende Bevölkerung und ihre Belange.
Seit 1949 hat sie keine ständische Binnenstruktur mehr. An die Stelle der Landstände sind nach Art. VIII der Verfassung der Ostfriesischen Landschaft die drei ostfriesischen Landkreise und die Stadt Emden getreten, deren Kommunalparlamente die Mitglieder der Landschaftsversammlung wählen.

## Aufgaben und Ziele
Die Landschaft nimmt für die Landkreise Aurich, Leer, Wittmund und die kreisfreie Stadt Emden kommunale sowie für das Land Niedersachsen dezentrale staatliche Aufgaben auf den Gebieten der Kultur, Wissenschaft und Bildung wahr, unterstützt entsprechende Anliegen und arbeitet mit den in ihrem Zuständigkeitsbereich tätigen Organisationen zusammen. Sie setzt sich dabei für den Gebrauch der Regionalsprache in Ostfriesland ein.
Die Ostfriesische Landschaft unterhält dazu verschiedene Einrichtungen der Wissenschaft und Forschung, Bildung, Kunst und Kultur. Diese sind für die wissenschaftliche Literaturversorgung, die historische Landesforschung, die archäologische Denkmalpflege, die Weiterentwicklung und Verbesserung des allgemeinen Kulturlebens (Museumsverbund, Regionalsprache, Orgelkultur), die Unterstützung von Schule und Unterricht sowie die Lehrerfortbildung in Ostfriesland zuständig.
Zudem sieht sich die Landschaft laut ihrer Verfassung als Hüterin der friesischen Überlieferung und setzt sich für eine Wahrung der geschichtlichen und kulturellen Zusammenhänge des friesischen Küstenraumes und eine Pflege der Verbundenheit mit allen Friesen innerhalb und außerhalb Europas ein.
Um den 10. Mai herum organisiert die Ostfriesische Landschaft in jedem Jahr eine Fachtagung zu einem ihrer Aufgabengebiete, mit dem sie an den Oll’ Mai, dem ehemaligen Landrechnungstag, erinnert.
Als eine Körperschaft des öffentlichen Rechts ist die Ostfriesische Landschaft heute ein unabhängiger Selbstverwaltungskörper. Sie ist durch Artikel 72 der Niedersächsischen Verfassung in ihrem Bestand sowie in ihrer Organisation und ihren Aufgaben geschützt. Die Verfassung gibt darüber hinaus dem Staat wie den kommunalen Gebietskörperschaften damit vor, alles zu unterlassen, was die autonome und selbstverantwortliche Arbeit der Landschaft beeinträchtigen könnte; sie haben diese vielmehr zu unterstützen und zu fördern.

## Wappen, Flagge und Dienstsiegel
| Wappen von Ostfriesische Landschaft | Blasonierung: „In einem roten Schild ein grüner Eichenbaum auf einem grünen Hügel. Daneben stehend ein Mann, gewappnet mit einem Harnisch, einer Lanze in der rechten, einem Degen in der linken Hand und einem offenen, mit zwei weißen und zwei blauen Straußenfedern gezierten Bügelhelm auf dem Haupt. Über dem Schild ein offener Turnierhelm, rechts mit einer rot-weißen, links mit einer blau-roten Helmdecke, und darüber eine Königskrone, aus der ein geharnischter Arm mit einem fliegenden blauen Feldzeichen hervorragt, der einen gezückten Degen in der Faust führt.“                                                                                     |
| Wappen von Ostfriesische Landschaft | Wappenbegründung: Aus der freiheitlichen Tradition der Friesen heraus entwickelte sich in der Grafschaft Ostfriesland eine starke Stellung der Standesversammlung. Die Landstände hatten neben den Grafen und Fürsten umfangreiche landesherrliche Rechte. Diesem Umstand trug Kaiser Leopold I. mit einem im Heiligen Römischen Reich einmaligen Vorgang Rechnung, als er der Ostfriesischen Landschaft am 14. Januar (Julianischer Kalender) bzw. 24. Januar 1678 (Gregorianischer Kalender, dieser wurde in den protestantischen Landesteilen erst 1700 eingeführt) ein eigenes Wappen verlieh. Dieses Upstalsboom-Wappen wird bis heute von der Landschaft verwendet. |

Die Farben der Flagge der Ostfriesischen Landschaft sind in drei gleich breiten Querstreifen schwarz-rot-blau. Diese Farben sind der Helmzier des gräflichen Wappen entnommen: Schwarz ist die Grundfarbe des Cirksena-Wappens, das Rot entstammt dem Wappen der Grafen von Rietberg und Blau steht für das Harlingerland.
Das Dienstsiegel enthält das Wappen und die Umschrift „Ostfriesische Landschaft Aurich“.

## Organisation
Die Organe der Ostfriesischen Landschaft sind die Landschaftsversammlung, das Landschaftskollegium und der Landschaftsdirektor.

### Landschaftsversammlung

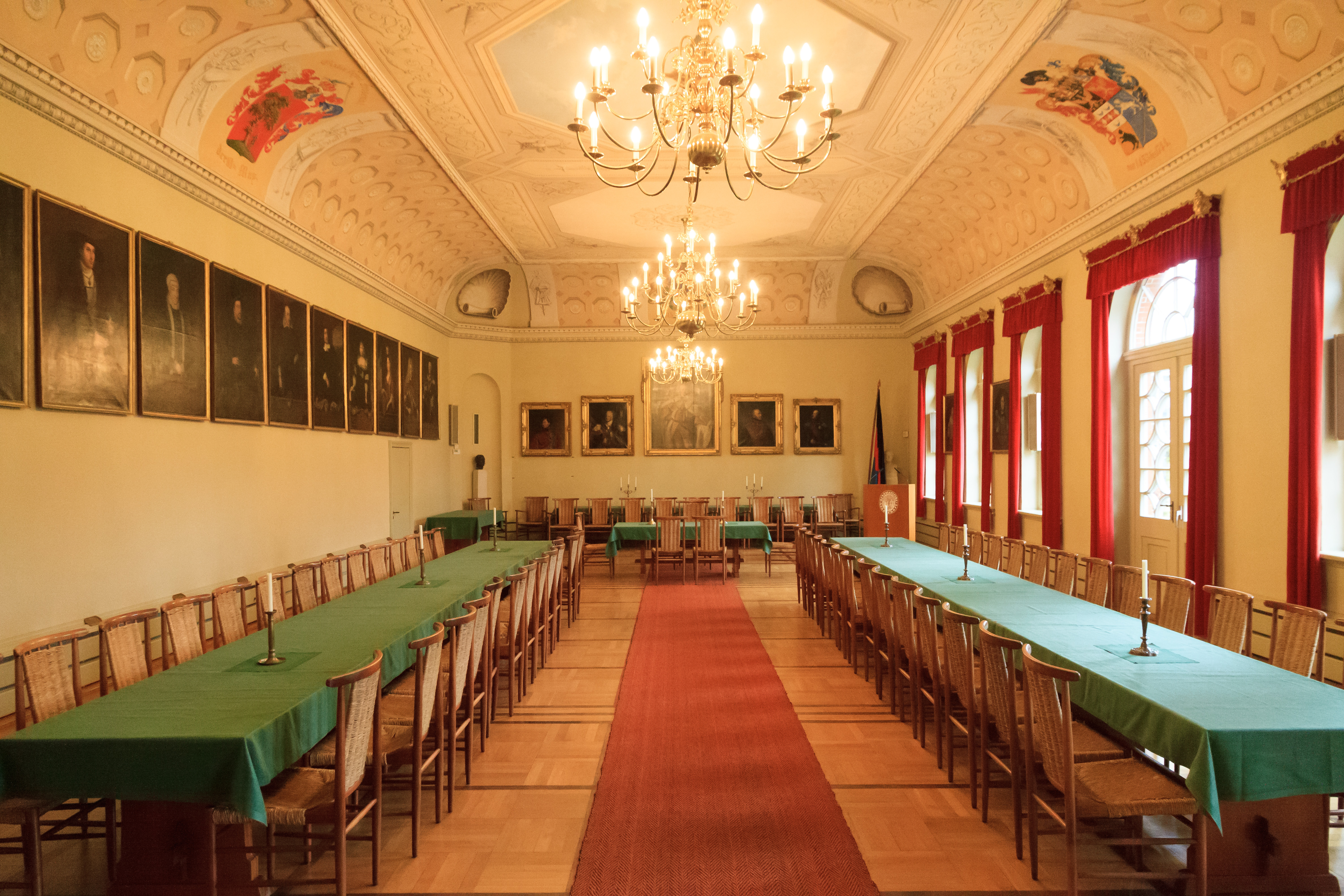
Auch die moderne Landschaftsversammlung tagt im historischen Ständesaal.

Die Landschaftsversammlung besteht aus 49 ordentlichen Mitgliedern, die von den Kreistagen der Landkreise Aurich, Leer und Wittmund sowie dem Rat der Stadt Emden nach dem Verhältnis ihrer Einwohner zur Zahl der Gesamtbevölkerung bestimmt werden. Die Amtszeit der Mitglieder entspricht dabei der Wahlperiode der Kreistage in Niedersachsen. Maximal dürfen zwei Drittel der ehrenamtlichen Mitglieder Landschaftsversammlung auch einem der Kreistage oder dem Stadtrat angehören. Hinzu kommen das sechsköpfige Landschaftskollegium, sowie der Landschaftspräsident als Leitungsgremium. Die Landschaftsversammlung kann die Verfassung ändern und ist darüber hinaus für die Finanzen zuständig. Zudem ist sie das Organ, in dem Grundsatzentscheidungen, die Ostfriesland betreffen, beschlossen werden.
Die Landschaftsversammlung kommt zweimal jährlich zu ordentlichen Tagungen in Aurich zusammen, von denen die Frühjahrsversammlung um den Oll’ Mai als Landrechnungsversammlung stattfindet. Außerordentliche Tagungen können durch den Landschaftspräsidenten einberufen werden, wenn mindestens ein Drittel der Mitglieder der Landschaftsversammlung dies wünscht.

### Landschaftskollegium
Das Landschaftskollegium ist oberste Dienstbehörde und höherer Dienstvorgesetzter der Bediensteten der Ostfriesischen Landschaft sowie Dienstvorgesetzter des Landschaftsdirektors. Es besteht aus sieben Landschaftsräten und dem Landschaftspräsidenten. Die Landschaftsräte werden von der Landschaftsversammlung auf vier Jahre mit zwei Drittel-Mehrheit der anwesenden Mitglieder der Landschaftsversammlung gewählt. Laut Verfassung müssen drei Mitglieder der Landschaftsversammlung aus dem Landkreis Aurich, zwei aus dem Landkreis Leer und jeweils einer aus dem Landkreis Wittmund und aus der Stadt Emden stammen. Das Gremium soll mindestens sechsmal im Jahr zusammentreten und bereitet alle Entscheidungen der Landschaftsversammlung vor.

### Landschaftspräsident und Landschaftsdirektor

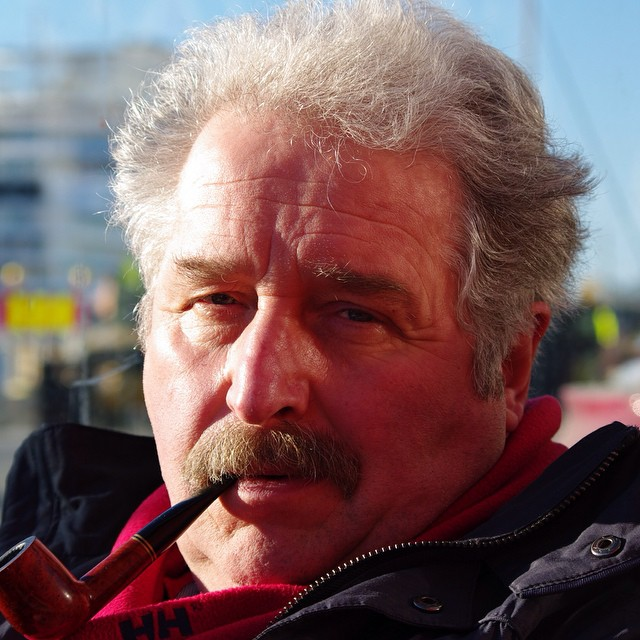
Rico Mecklenburg

Der Landschaftspräsident wird von der Landschaftsversammlung mit 2/3-Mehrheit gewählt. Seine Amtszeit beträgt sechs Jahre. Seit 2014 ist Rico Mecklenburg der sechste Nachkriegspräsident der Landschaft, 2020 wurde er für eine weitere Amtszeit wiedergewählt.
Der Landschaftsdirektor – der eine wissenschaftliche Qualifikation nachweisen muss – wird vom Landschaftskollegium gewählt. Er bereitet die Beschlüsse des Landschaftskollegiums vor und setzt die Beschlüsse der Landschaftsversammlung und des Landschaftskollegiums um. Des Weiteren ist er mit der Führung der Geschäfte der laufenden Verwaltung betraut. Auch vertritt er die Ostfriesische Landschaft in Rechtsgeschäften sowie in gerichtlichen Verfahren. Seit 2021 ist Matthias Stenger Direktor der Landschaft.

## Beschäftigte, Tätigkeitsfelder und Abteilungen
Bei der Ostfriesischen Landschaft oder bei ihren Einrichtungen arbeiten etwa 60 Angestellte, dazu kommt eine große Anzahl an freiwilligen Helfern und Ehrenamtlichen. Die Ostfriesische Landschaft gliedert sich in sieben Abteilungen: Archäologische Forschungsstelle, Landschaftsbibliothek, Regionales Pädagogisches Zentrum, Regionale Kulturagentur, Regionalsprachliche Fachstelle Plattdüütskbüro, Landschaftsforum sowie die Fachstelle Museen und Volkskunde. In ihrer Verantwortung stehen auch der Kostümfundus, das Steinhaus Bunderhee als Denkmal und Veranstaltungsort sowie das Organeum (Orgelakademie Ostfriesland) in Weener und das Wallhecken-Schutzprogramm Ostfriesland.

### Archäologische Forschungsstelle
Die Archäologische Forschungsstelle ist für die archäologische Denkmalpflege in Ostfriesland zuständig. Dazu führt sie in den Landkreisen Aurich, Leer und Wittmund sowie der kreisfreien Stadt Emden Baustellenbeobachtungen und Ausgrabungen durch, wertet diese wissenschaftlich aus und publiziert die Grabungsergebnisse. Dabei arbeitet die Archäologische Forschungsstelle mit Fachbehörden ebenso zusammen wie mit interessierten Laien. Sie erstellt denkmalpflegerische Stellungnahmen sowie Gutachten und informiert durch Vorträge, Ausstellungen und Veranstaltungen in der Jugend- und Erwachsenenbildung über seine Arbeit. Leiterin des archäologischen Dienstes ist Sonja König.

### Landschaftsbibliothek

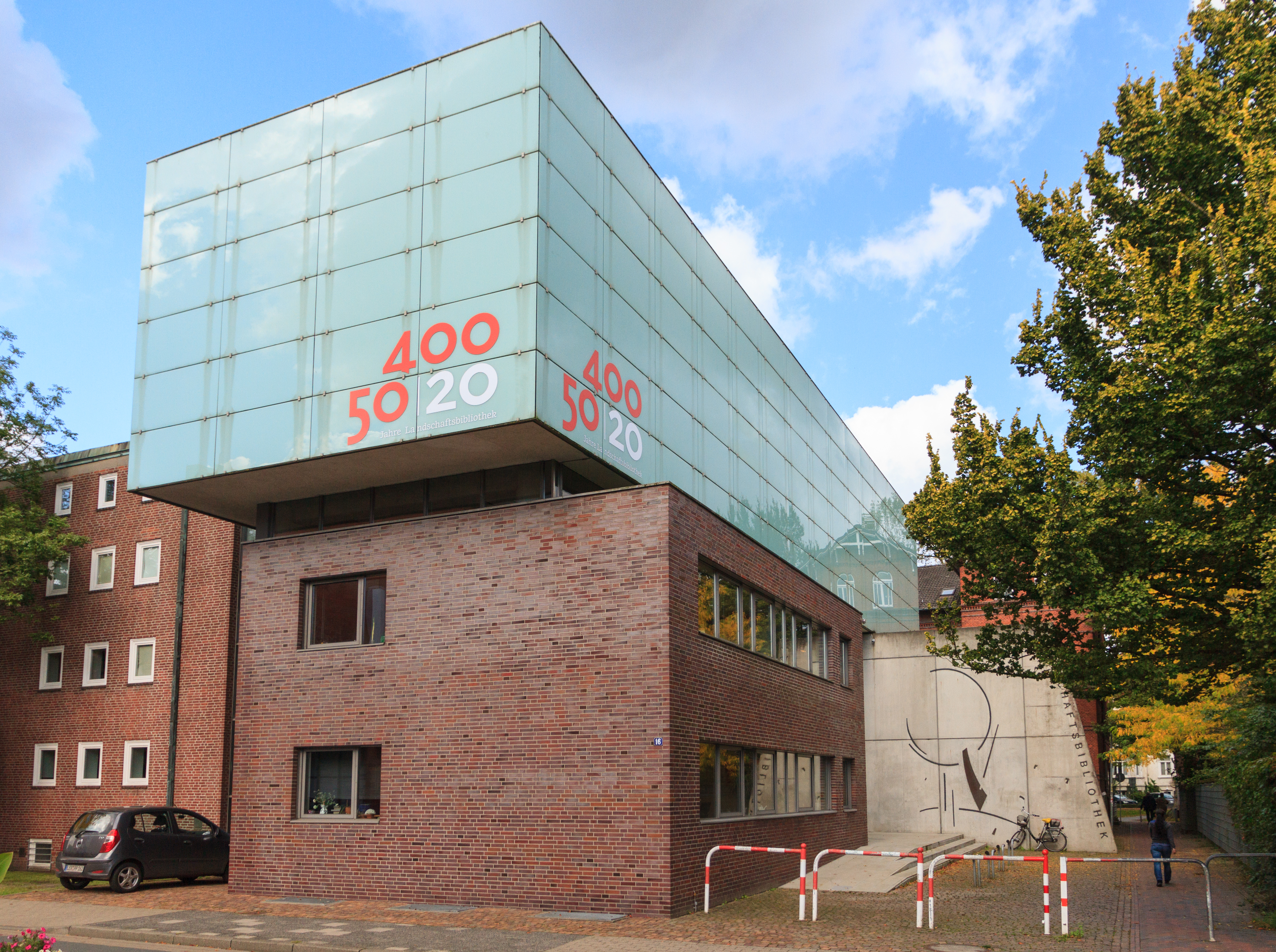
Die Landschaftsbibliothek in Aurich

Die Landschaftsbibliothek ist die größte wissenschaftliche Bibliothek in Ostfriesland und gleichzeitig eine der kleinsten geisteswissenschaftlichen Bibliotheken Niedersachsens. Themenschwerpunkte der Bestände der Landschaftsbibliothek sind Ostfrisica, also Veröffentlichungen aus und über Ostfriesland von wissenschaftlichen Darstellungen bis zu informativen Faltblättern, eine Umfangreiche Sammlung von Werken zu deutscher, europäischer und Weltgeschichte sowie zur Geistes- und Kulturgeschichte, eine umfangreiche Sammlung aus dem Bereich der Pädagogik zum Schulunterricht – allgemein und nach Schulfächern sowie das Ostfriesische Zeitungsarchiv, das Zeitungen aus dem Bereich Aurich sind seit etwa 1750 und aus dem übrigen Ostfriesland in der Regel aus der Zeit nach dem Zweiten Weltkrieg umfasst. Zu dem weiteren Beständen gehören Werke aus den Bereichen Philosophie, Religion, Literatur, Kunst, Musik, Geographie, Recht, Sozial- und Wirtschaftswissenschaften. Leiter der Bibliothek ist Heiko Suhr.

### Regionales Pädagogisches Zentrum
Das Regionale Pädagogische Zentrum (RPZ) war nach Gründung 1975 zunächst eine eigenständige Institution. Seit 1979 wird es von der Ostfriesischen Landschaft getragen und 1993 übertrug das Land Niedersachsen dem RPZ die regionale Fortbildung für die an 200 Schulen in Ostfriesland tätigen Lehrer. Darüber hinaus bietet das RPZ Fortbildungen für Schulsozialarbeiter, pädagogische Mitarbeiter sowie KiTa Personal an. Dazu organisiert das RPZ Fortbildungen, Netzwerke und Unterrichtsmaterial in Eigenregie und in enger Kooperation mit schulischen sowie außerschulischen Einrichtungen. Pro Jahr nutzen 3500 bis 4000 Teilnehmende das Angebot. Geleitet wird das RPZ von Frauke Grittner.

### Regionale Kulturagentur
1991 mit dem Ziel gegründet, den Kulturtourismus in der Region zu stärken, umfasst das Aufgabenspektrum der Regionalen Kulturagentur heute den gesamten Kulturbereich in Ostfriesland. Die Kulturagentur will die kulturelle Infrastruktur Ostfrieslands fördern und verbessern. Dazu unterstützt sie laufende Aktivitäten, fördert neue Initiativen und hilft Kultureinrichtungen und -Projekten bei der Suche nach Fördergeldern. Seit 1992 ist die Kulturagentur auch für die Vergabe von Mitteln der regionalen Kulturförderung des Landes Niedersachsen zuständig. Welf-Gerrit Otto ist Leiter der Kulturagentur.

### Regionalsprachliche Fachstelle Plattdüütskbüro
Die Regionalsprachliche Fachstelle Plattdüütskbüro ist seit 1992 eine eigene Abteilung der Ostfriesischen Landschaft. Ziel ist die Erhaltung und Förderung der niederdeutschen Sprache in Ostfriesland. Dazu lässt das Plattdüütskbüro Unterrichtsmaterialien, naturwissenschaftliche Texte, politische Reden, aber auch Grußkartentexte ins ostfriesische Platt übersetzen oder bereits übertragene Texte korrigieren. Darüber hinaus bietet das Plattdüütskbüro Sprachlernangebote wie die Sprachlern-App („PlattinO“), ein Plattdeutsch-Hochdeutsches Online-Wörterbuch sowie ein Sprachlernbuch an. Weitere Angebote sollen folgen. So soll die Mehrsprachigkeit in Ostfriesland erhalten und belebt werden.

### Fachstelle Museen und Volkskunde
Die ist die zentrale Beratungsstelle für alle ostfriesischen Museen, deren Aktivitäten sie fördert. Außerdem unterstützt sie kulturhistorische Forschungen. Darüber hinaus betreibt sie eigene Forschungen sowie Veröffentlichungen und organisiert Veranstaltungen wie Tagungen, Führungen oder Vorträge zur ostfriesischen Kulturgeschichte. Auch die Geschäftsstelle des Museumsverbunds Ostfriesland ist bei der Fachstelle angesiedelt.

## Geschichte

### Mittelalter
Landschaften entstanden im Mittelalter als Gesamtheit der Landstände, also üblicherweise des geistlichen, des adligen und des bürgerlichen Standes. Im späteren Mittelalter und in der älteren Neuzeit vertraten sie die Bevölkerung gegenüber dem Landesherren. Ihre wichtigste Funktion war das Geldbewilligungsrecht. Ohne ihre Zustimmung konnten keine Steuern erhoben werden.
In Ostfriesland nahmen die Landstände eine andere Entwicklung.
Nach den Teilungen des Frankenreichs wurde das gesamte Friesland im 10. Jahrhundert zunächst dem ostfränkischen Reich zugewiesen, aus dem später das Heilige Römischen Reich Deutscher Nation wurde.
In Ostfriesland entwickelte sich während des hohen Mittelalters keine Lehnsherrschaft, Grundherrschaft und Leibeigenschaft. Die Entstehung dieser Friesischen Freiheit ist aber nicht eindeutig geklärt. In der aus dem 13. Jahrhundert stammenden Magnussage wird sie auf Karl dem Großen zurückgeführt. Im 14. Jahrhundert entstand eine gefälschte Urkunde mit dem angeblichen Freiheitsprivileg Karls des Großen. Heute wird die Friesische Freiheit seinem Urenkel Karl dem Dicken zugeschrieben, der sie den Ostfriesen 885 als Dank für die Vertreibung der Normannen zugesprochen haben soll.

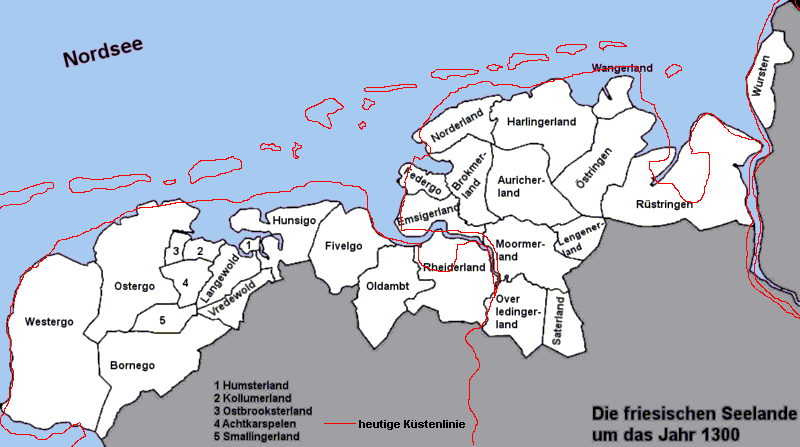
Die Seelande etwa um 1300

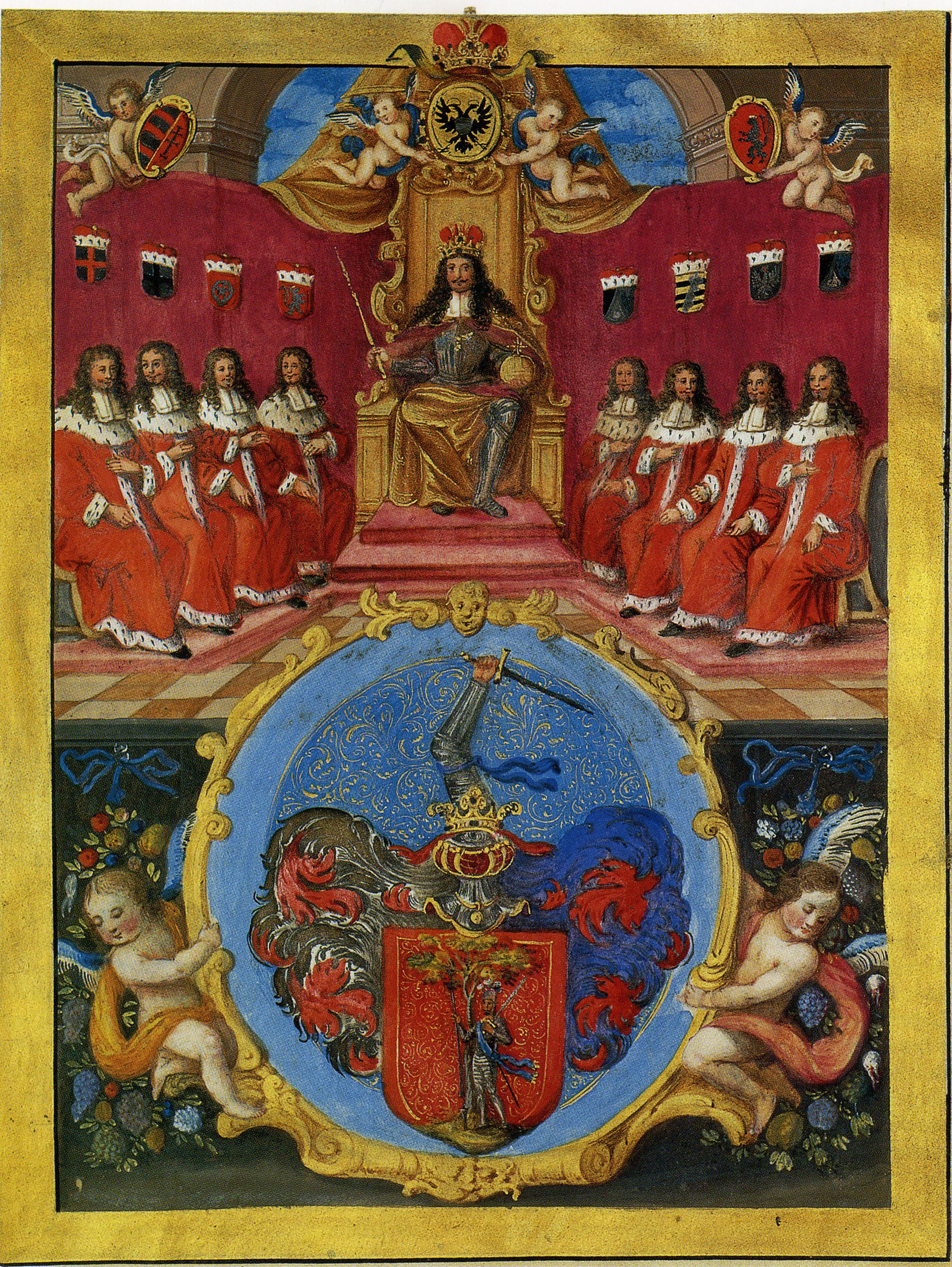
Das 1678 von Kaiser Leopold I. verliehene Upstalsboomwappen

Die Friesen waren frei und regierten sich bis ins späte Mittelalter selbst. Spätere Kaiser haben den Friesen ihre Freiheiten immer wieder bestätigt. Das ganze freie Friesland setzte sich aus vielen einzelnen Gauen zusammen, welche als autonome bäuerliche Landesgemeinden ähnlich wie die gleichzeitigen freien bürgerlichen Stadtgemeinden verfasst waren. An deren Spitze standen gewählte Redjeven. Die Gaue bildeten als sogenannte Sieben Seelande einen losen Verbund, der als „Ganz Friesland“ (tota Frisia) nur in Notfällen am Upstalsboom zusammen trat.
Auswärtige Landesherren konnten die Friesen so fernhalten. Im Verlauf des 14. Jahrhunderts zerfiel die Redjeven-Verfassung zusehends, und weitere Ereignisse wie etwa der Ausbruch der Pest und große Sturmflutkatastrophen sorgten für weitere Destabilisierung der Verhältnisse. Diese Situation machten sich einige einflussreiche Familien zu Nutze und schufen ein Herrschaftssystem, in dem sie als „Häuptlinge“ (hovedlinge) die Macht über mehr oder weniger weite Gebiete an sich rissen. Während der Häuptlingszeit war das Ständewesen wohl unbekannt.
1464 erhob Kaiser Friedrich III. eine dieser Familien – die Cirksena – zu Reichsgrafen und ihre sich über mehrere östliche Frieslande erstreckende Herrschaft zu einer Reichsgrafschaft in Ostfriesland. Diese Kaiserurkunde versichert den Ostfriesen, dass alle die Rechte und Freiheiten, die sie seit Vorzeiten besitzen und von Friedrichs III. Vorgängern bestätigt bekommen haben, auch weiterhin ihre Gültigkeit behalten sollen. Sie gilt somit als rechtliche Grundlage der Ostfriesischen Landstände. Möglicherweise liegt ein Ursprung der Landstände im seit jeher genossenschaftlich organisierten Deich- und Sielwesen. Darauf deutet auch ihre früheste Erwähnung hin, als 1507 die „Stände des Amtes Emden“ eine Deichordnung erließen. Wenige Jahre später huldigten die „Räte, Prälaten, Ritterschaft und Stände der Grafschaft Ostfriesland“ dem neuen Grafen Enno II. Damit ist die Zusammensetzung der Stände erstmals umrissen. 1537 werden als Teile der Stände „Prälaten, Junker und Einwohner“ genannt. Danach verschwand die Geistligkeit aus dem Kreis, und spätestens seit der zweiten Hälfte des Jahrhunderts bilden Ritterschaft, Städte und Bauern die Landstände.
Daraus entwickelte sich die Ostfriesische Landschaft als Vertretungskörperschaft. Neben den adligen und den (stadt-)bürgerlichen Stand trat also in Ostfriesland an die Stelle des geistlichen ein den anderen beiden Ständen völlig gleichberechtigter bäuerlicher Stand.
Während des Niederländischen Freiheitskampfes um 1600 bauten die mit den Niederländern verbündeten ostfriesischen Landstände ihre Bedeutung gegenüber dem Grafen aus. Unter Vermittlung der Generalstaaten (d. h. -ständen) erhielten die Hoheit in der Gesetzgebung, Steuererhebung und Rechtsprechung. Ostfriesland war nun ein Ständestaat. Damit war die Landschaft eher als der Fürst der Souverän in Ostfriesland, was sich auch in dem Recht des Deichbaus (Landgewinnung) ausdrückte.
Am 14. bzw. 24. Januar 1678 verlieh Kaiser Leopold I. der Landschaft ein eigenes Wappen – das Upstalsboomwappen – und erkannte damit die besondere hoheitliche Position an. Derart gestärkt konnten die Stände auch absolutistische Neigungen des Grafenhauses abwehren.

### Preußische Zeit
Nach dem Aussterben der Fürstenfamilie der Cirksena übernahmen 1744 die Preußen unter Friedrich dem Großen als Fürsten die Herrschaft in Ostfriesland. Die neuen Herrscher beließen der Ostfriesischen Landschaft zunächst ihre Rechte und Freiheiten, denn diese war maßgeblich daran beteiligt, dass die preußische Krone nach dem Aussterben der Fürstenfamilie die Souveränität über Ostfriesland erlangt hatte. Im weiteren Verlauf der Herrschaft durch die Einrichtung und den Ausbau der preußischen Verwaltungsstrukturen zunehmend zu Differenzen, in deren Verlauf der der ständische Einfluss auf die Regierungsbehörden zunehmend zurückgedrängt wurde, aber weiterhin stark blieb. Dies war vor allem darauf zurückzuführen, dass, die Steuerverwaltung durch das aus ihrer Mitte gewählte Administrationskollegium organisiert wurde. In den anderen preußischen Provinzen war dafür die Kriegs- und Domänenkammer zuständig.

### Napoleonische und hannoversche Zeit
Im Zuge der napoleonischen Kriege war Ostfriesland zunächst Teil des Königreichs Holland und dann für kurze Zeit französische Provinz, und zwar als Departement Ems-Oriental (Osterems) 1810–1813. Napoleon hob die Ständevertretung auf und schaffte alle ständischen Rechte und Freiheiten ab.
1813 wurde Ostfriesland von Preußen zurückerobert. Die alte Ständeordnung stellten die Preußen nicht wieder her. Nach dem Wiener Kongress fiel Ostfriesland 1815 an das Königreich Königreich Hannover (und Großbritannien). Die Abtretung war in Artikel 27 der Wiener Congreß-Acte geregelt. Dort heißt es:
„Se. Maj. der König von Preussen treten an Se. Maj. den König von Großbrittanien und Irland, König von Hannover, ab, um von Sr. Majestät und deren Nachfolgern als völliges souveraines Eigenthum besessen zu werden (...) das Fürstenthum Ostfriesland, mit Inbegriff des Harlingerlandes, unter den im Artikel 30 gegenseitig für die Schifffahrt der Ems und den Handel des Hafens von Emden festgesetzten Bedingungen. Die Stände des Fürstenthums behalten ihre Rechte und Privilegien.“
Die in der Kongressakte garantierten Rechte und Privilegien wurden von den neuen Herren jedoch ignoriert. Erst ab 1818 kamen die Stände wieder zu Landtagen zusammen. Es folgten langwierige Auseinandersetzungen zwischen den Ständen und Hannover um eine vollständige Wiederherstellung der alten Rechte. Das stand im Widerspruch zu den Interessen der Landesherren, die auf eine einheitliche Ständeverfassung für das Königreich Hannover drängten.
30 Jahre lang kämpfte die Landschaft um ihre Souveränität. Erst 1846 konnten die Differenzen mit einer neuen ständischen Verfassung für Ostfriesland beigelegt werden, welche von Ernst August ratifiziert wurde. Sie bezog nun auch das Harlingerland mit ein. Sie blieb in drei Kurien gegliedert, die von Vertretern der alten Ritterschaft, die um Delegierte aus Esens und Leer ergänzten Städte sowie Delegierte des Hausmannsstandes des Landes gebildet wurden. Ihre alten Rechte und Freiheiten erhielt die Landschaft jedoch nicht zurück. So war die Landschaft fortan an der Gesetzgebung nur dann beteiligt, wenn sich diese ausschließlich auf Ostfriesland bezog, ihr Steuerbewilligungsrecht wurde auf provinzielle Abgaben beschränkt und gegenüber den Deich- und Sielachten oder gegenüber der Kirche war die Selbstverwaltung fortan eingeschränkt.

### Zweite Preußische Zeit
Als Ostfriesland (unter großer Freude der Bevölkerung) wieder preußisch wurde, verlor die Landschaft durch Verfassungsänderungen von 1867 bis 1910 weitere Rechte: Ihre Mitwirkung bei der Gesetzgebung wurde aufgehoben, mit der Steuererhebung war es vorbei. Die Wahrnehmung kommunaler Angelegenheiten gehörte nicht mehr zu ihrem Aufgabenbereich, womit die Landschaft nur noch in der Verwaltung ihres eigenen Vermögens selbständig. Sie suchte sich anschließend in einem lang andauernden Prozess neue Aufgabenfelder.
Die einzigen Institutionen, die sie fortan betrieb, war (und ist bis heute) die Ostfriesische Landschaftliche Brandkasse. Diese war 1953 aus zwei Vorgängerinstitutionen, der 1754 von Friedrich dem Großen begründeten und ihr später übertragene „Feuersozietät für die ostfriesischen Städte und Flecken“ und der im Jahre 1767 durch Initiative der Ostfriesischen Landschaft gegründete „Feuersocietät für das platte Land des Fürstentums Ostfriesland und des Harlingerlandes“ hervorgegangen.
Um die Kolonisten in Ostfriesland mit langfristigen und zinsgünstigen Kleinkrediten zu unterstützen, gründete die Landschaft 1871 die Ostfriesische Sparkasse. Diese wurde ihr allerdings 1943 von den Nationalsozialisten entzogen.
In der Weimarer Zeit traten preußische Verwaltung und die Sozialdemokratie ab 1928 für eine Auflösung der Provinziallandschaften des ehemaligen Königreichs Hannover ein, die in ihren Augen obsolet geworden waren.
Die Landschaft suchte in dieser Zeit weiter nach Aufgaben. Dazu förderte sie aus dem Reingewinn der Sparkasse zahlreiche kulturelle, wissenschaftliche, soziale, pädagogische und landwirtschaftliche Vereine, Verbände, Einrichtungen, Veranstaltungen und Veröffentlichungen. Dabei, so der Historiker Hajo van Lengen, reagierte sie mehr als dass sie agierte.

### Nationalsozialismus
Nach der Machtübernahme der Nationalsozialisten betrieben diese die Auflösung der Landschaften weiter. Federführend war dabei der Oberpräsident von Hannover. Die Gauleitung von Weser-Ems hielt demgegenüber an einer Erhaltung der Ostfriesischen Landschaft fest, dachte dabei aber an eine Umwandlung in eine Institution für (nationalsozialistische) kulturelle Zwecke. Dem setzte die Ostfriesische Landschaft nichts entgegen, wollte sie doch unter allen Umständen bestehen bleiben.
Die Nazifizierung, also weitgehende Unter- und Einordnung von Zielen, Methoden und Inhalten der landschaftlichen Arbeit und der landschaftlichen Strukturen in die Ideologie und die Herrschaftsorganisation begann. Begünstigt durch eine weitgehende Akzeptanz des neuen Staates war dafür keine radikale Gleichschaltung von außen nötig. Es waren die alten Führungseliten, die die Nazifizierung vorantrieben, ohne dass sie vor oder nach 1933 besonders fanatische Nationalsozialisten gewesen wären. Diese Entwicklung fand 1942 ihren Höhepunkt in einer völlig neuen Verfassung, welche die Landstände selbst beschlossen. In dieser Verfassung wurde das Führerprinzip adaptiert und Berufungsverfahren sowie Ehrenamt konstituiert. Erstmals bekamen damit breite Bevölkerungskreise eine Möglichkeit zur Mitarbeit, denn Vorschläge für die Berufung der Mitglieder der Landschaftsversammlung konnten nicht nur von den ostfriesischen Dienststellen der NSDAP sowie den Gemeinden, Städten und Kreisen, sondern auch von den ostfriesischen Heimatvereinen und allen Ostfriesen gemacht werden, womit der Institutionalisierung und Professionalisierung der landschaftlichen Kulturarbeit durch Schaffung von Einrichtungen und Heranziehung von Fachleuten der Grundstock gelegt wurde. Damit wandelte sich die Landschaft in der Zeit von 1933 bis 1945 zu einer wichtigen regionalen Institution der Kulturpflege und Kulturpolitik. Der Preis dafür war eine innerhalb der Landschaft kaum diskutierte Unterordnung und Einbiundung in die nationalsozialistische Herrschaft.
1943 entzogen die Nationalsozialisten der Landschaft die Ostfriesische Sparkasse. Im Gegensatz zu anderen Organisationen und Institutionen arbeitete die Ostfriesische Landschaft noch bis kurz vor Kriegsende weiter. Noch im März 1945 tagte das Landschaftskollegium, das noch die Landschaftsversammlung plante, die dann aber wegen des Kriegsendes ausfiel.

### 1945 bis heute

Lage der Ostfriesischen Landschaft inmitten der historischen Landschaften Niedersachsens

Nach 1945 erlebte auch die Ostfriesische Landschaft ihre „Stunde Null“. Ihre enge Bindung an den nationalsozialistischen Staat, die ihr 1933 den Erhalt sicherte und einen Modernisierungsschub ausgelöst hatte, war eine schwere Hypothek. Forderungen nach Auflösung der Landschaft, wie sie vor und nach 1933 erhoben wurden, gab es aber nicht.
Im Raum standen im Wesentlichen zwei Vorschläge, von denen einer die Umwandlung zu einer (unpolitischen) kulturellen Heimatbewegung vorsah und der andere die Landschaft als Teil des neuen Staatswesens in Form eines Bezirkstags zwischen Kreistag und Landtag sah. Die neue niedersächsische Landesverfassung sah allerdings keine Bezirkstage vor. Als Reaktion darauf verlangten vor allem konservative Kräfte, die Landschaft in eine Art „Ostfriesischen Heimatbund“ zu wandeln, der die zuletzt 1942 formulierte Förderung der kulturellen Belange Ostfrieslands und der Friesen fortsetzte.
Dagegen gab es jedoch starke Vorbehalte. Eine starke Gruppe wollte die historische Verbindung der Landschaft mit dem Staat nicht so ohne weiteres aufgeben und sah darin einen guten Ansatz für einen neuen Anfang. So fiel die Entscheidung zugunsten eines Kompromisses. Seither ist die Ostfriesische Landschaft demokratisch legitimiert und parlamentarisch organisiert. An die Stelle der Stände traten jetzt Gebietskörperschaften, namentlich die ostfriesischen Kreistage und der Rat der Stadt Emden, welche die 49 ordentlichen Mitglieder der Landschaftsversammlung wählen. Diese wiederum wählt einen Präsidenten und 7 Landschaftsräte, die nicht der Landschaftsversammlung anzugehören brauchen.
Heute ist die Ostfriesische Landschaft ein unabhängiger Selbstverwaltungskörper, ein autonomes Kulturparlament (in der Form einer Körperschaft des öffentlichen Rechts), welches durch Artikel 72 der Niedersächsischen Verfassung in seinem Bestand sowie in seiner Organisation und ihren Aufgaben geschützt ist. Die Verfassung gibt darüber hinaus dem Staat wie den kommunalen Gebietskörperschaften damit vor, alles zu unterlassen, was die autonome und selbstverantwortliche Arbeit der Landschaft beeinträchtigen könnte, sie haben diese vielmehr zu unterstützen und zu fördern.
Hauptaufgabe ist die heimatgebundene Kulturpflege, und insbesondere wo und wie sie diese nicht nur befördern, sondern auch selbst betreiben sollte, wurde konkret festgelegt. Es waren die Aufgabengebiete Familienforschung, Wissenschaft und Schrifttum, Kunst und Kunsthandwerk, Naturkunde und Naturschutz, Volkskunde und Brauchtumspflege, Museen, Büchereien und Archive, Baupflege und Gedenkstätten. Zunächst erfüllte man diese Arbeiten alle ehrenamtlich, stieß damit jedoch bald an Grenzen. Somit stellte die Landschaft 1956 den ersten Wissenschaftler ein. 1960 öffnete sie sich auch Nicht-Ostfriesen, welche nun auch – sofern sie seit zehn Jahren in Ostfriesland lebten – in die Landschaftsversammlung gewählt werden konnten.
Veränderte Rahmenbedingungen führten später zu einer Überarbeitung der Verfassung. Als Aufgaben und Ziele sind jetzt nur noch allgemein die Kultur, Wissenschaft und Bildung formuliert. Die Heimatvereine sind als vorschlagsberechtigte Organisationen nicht länger besonders hervorgehoben, und in die Landschaftsversammlung kann nun jeder, der zu einer kommunalen Vertretungskörperschaft wählbar ist, gewählt werden.

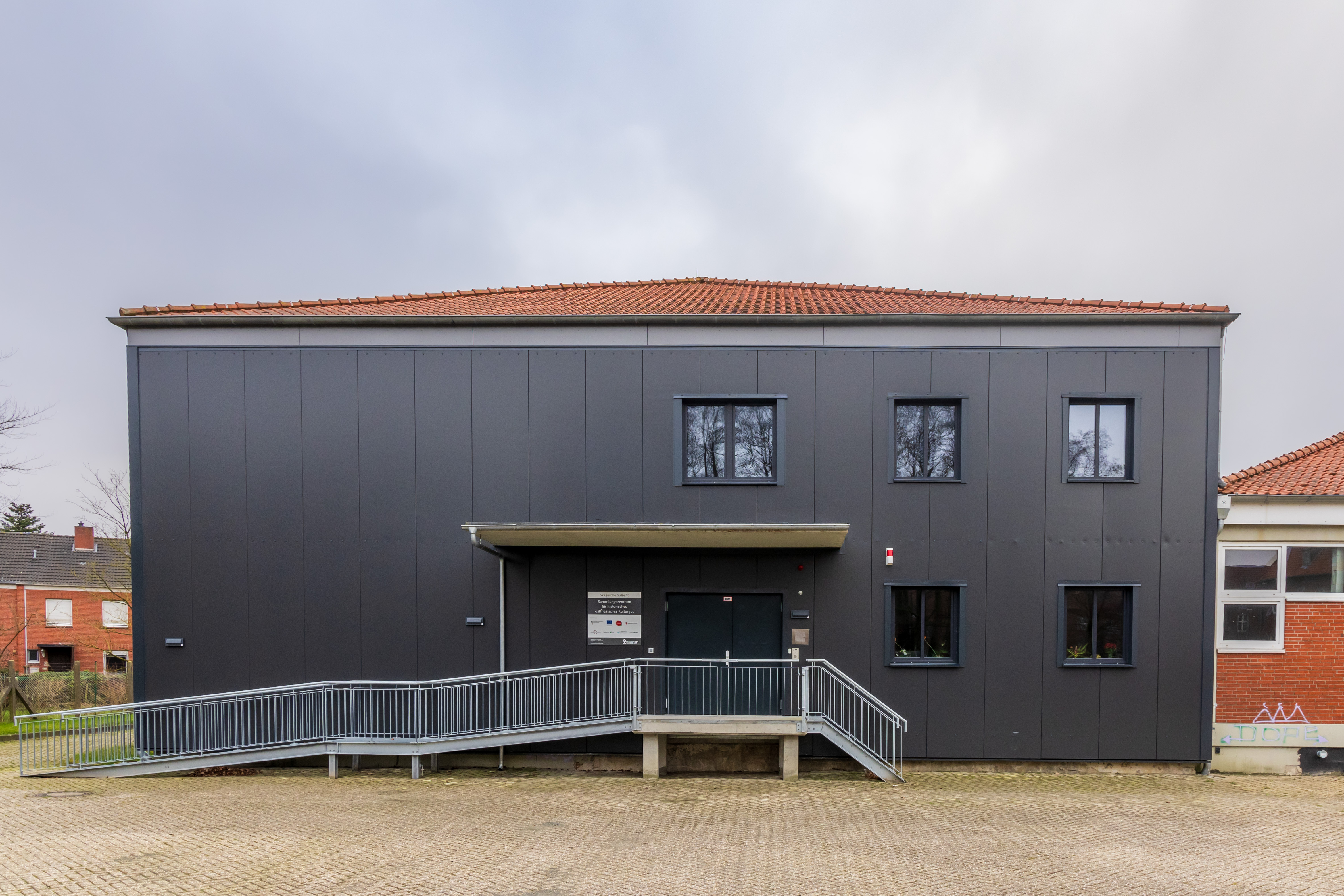
Das Sammlungszentrum für historisches ostfriesisches Kulturgut

2018 erwarb die Ostfriesische Landschaft zwei Flügel der ehemaligen Kleiderkammer der ehemaligen Blücher-Kaserne. Dort entstand das Sammlungszentrum für historisches ostfriesisches Kulturgut, in dem die Landschaft Bestände der archäologischen Landesaufnahme, der Landschaftsbibliothek, des Kostümfundus, der Graphothek sowie der allgemeinen kulturhistorischen Sammlung aufbewahrt. Im Zuge des Umbaus ließ die Landschaft dafür auf etwa 1400 m² zusätzliche Depotfläche und auf knapp 700 m² Büros, Werkstätten und Funktionsräume einrichten.
Im September 2023 eröffnete die Landschaft das Sammlungszentrum, das seither in einem mehrjährigen Prozess in Betrieb genommen werden soll. Während dieser Phase sollen vorhandene sowie neu hinzukommende Bestände nach und nach an den neuen Standort verbracht werden. So wurden bis Mai 2023 Archive und der Kostümfundus in das Sammlungszentrum überführt. Im nächsten Schritt sollen die Bestände des Archäologischen Dienstes, die bereits wissenschaftlich ausgewertet wurden im Sammlungszentrum eingelagert werden. Alles andere bleibt in den Räumlichkeiten des Instituts, das dem Landschaftsgebäude direkt angegliedert ist.

## Von der Ostfriesischen Landschaft verliehene Auszeichnungen und Ehrungen
Die Ostfriesische Landschaft vergibt verschiedene Auszeichnungen und Ehrungen für besondere Verdienste um die Region Ostfriesland.

### Ubbo-Emmius-Medaille
Die Ubbo-Emmius-Medaille wird seit 1967 an Ostfriesen verliehen, die sich besonders um die Region verdient gemacht haben. Sie erinnert an den bedeutenden Historiker Ubbo Emmius, der 1547 in Greetsiel geboren wurde. Die Medaille besteht aus Altsilber und würdigt herausragende Leistungen im kulturellen und wissenschaftlichen Bereich.

### Indigenat
Mit dem Indigenat werden Nichtostfriesen, die sich um Ostfriesland in besonderer Weise verdient gemacht haben, ausgezeichnet. Es geht auf historische Zeiten zurück, in denen es nur landsässigen erlaubt war, in das Landesparlament gewählt zu werden (so auch bis 1960 für das Parlament der Landschaft geregelt). Mit dem Indigenat (lateinisch: indegena= der Eingeborene) erhielten die Ausgezeichneten die vollen Staatsbürgerrechte. Heute ist es eine Art Ehrenbürgerwürde. Verliehen wurde das Indigenat etwa 1964 dem in Wittmund lebenden, 1907 in Wiesbaden geborenen Redakteur (Harlinger Heimatkalender) und Schriftsteller Wilhelm Kleinadel.

### Upstalsboom-Taler
Der Upstalsboom-Taler wurde von 1982 bis 2002 für besondere Verdienste um Geschichte, Kunst, Kultur oder Bildung verliehen. Die Münze, die ursprünglich 1866 in Umlauf gebracht wurde, zeigt König Georg V. und das Upstalsboom-Wappen.

### Upstalsboom-Siegel
Seit 2003 wird das Upstalsboom-Siegel für besondere Auszeichnungen verwendet. Es basiert auf einem mittelalterlichen Siegel, das die freien Länder der Friesen zur Beglaubigung ihrer Verträge nutzten. Für die Auszeichnung ließ die Ostfriesische Landschaft Abdrücke in Goldbronze und Neusilber herstellen.

### Goldene Ehrennadel der Ostfriesischen Landschaft
Langjährige Mitglieder der Organe der Ostfriesischen Landschaft, die sich um die Belange der Ostfriesischen Landschaft besonders verdient gemacht haben, können seit 2002 mit der Goldenen Ehrennadel der Ostfriesischen Landschaft ausgezeichnet werden. Diese ist ein Abguss des kleinen Dienstsiegels der Ostfriesischen Landschaft aus dem 19. Jahrhundert.